# Yūichi Nakamaru
Yūichi Nakamaru (中丸 雄一?, Nakamaru Yūichi; Tokyo, 4 settembre 1983) è un cantante e attore giapponese, soprannominato Yucchi o Maru.
Ha due sorelle più giovani e un padre poliziotto.
Membro dei Johnny's Jr. a partire dal 1998, ha iniziato la carriera come idol e intrattenitore; fa stabilmente parte fin dal suo esordio del gruppo J-pop KAT-TUN con cui debutta nel 2006. Da allora, assieme agli altri 5 (poi 4) componenti di band (Yūichi è il più grande) ha inanellato tutta una serie di successi scalando le vette delle classifiche per ogni album e singolo fatto uscire.
Entrato nel 2008 all'università di Waseda si è laureato nel 2013 in scienze umane e ambientali.

## Filmografia
- Machigawarechatta Otoko (Fuji TV, 2013)
- Lucky Seven SP (Fuji TV, 2013)
- Omoni Naitemasu (Fuji TV, 2012)
- Hayami-san to Yobareru Hi (Fuji TV, 2012)
- Last Money ~Ai no Nedan~ (NHK, 2011)
- Hancho 3 (ep 10, TBS, 2010)
- Haha no Okurimono (TBS, 2009)
- RESCUE (TBS, 2009)
- Sushi Oji! (TV Asahi, 2007)
- Kindaichi shōnen no jikenbo - Vanpaia densetsu satsujin jiken (NTV, 2005)
- Kowai Nichiyobi (NTV, 2000, ep8)
- PPOI! (NTV, 1999)